# Hammelburg

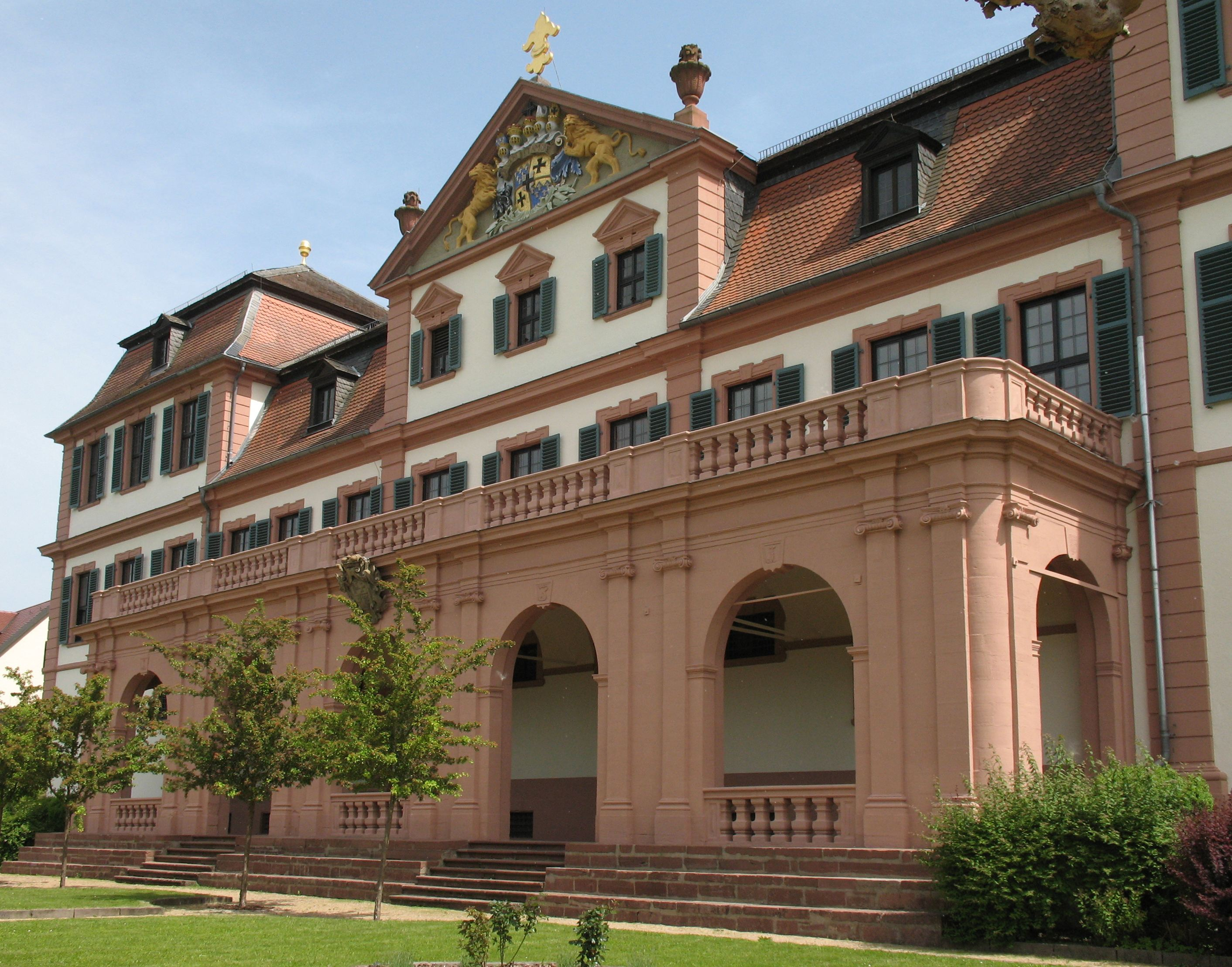
Palácio

Hammelburg é uma cidade da Alemanha, no distrito de Bad Kissingen, na região administrativa da Baixa Francónia, no estado da Baviera.

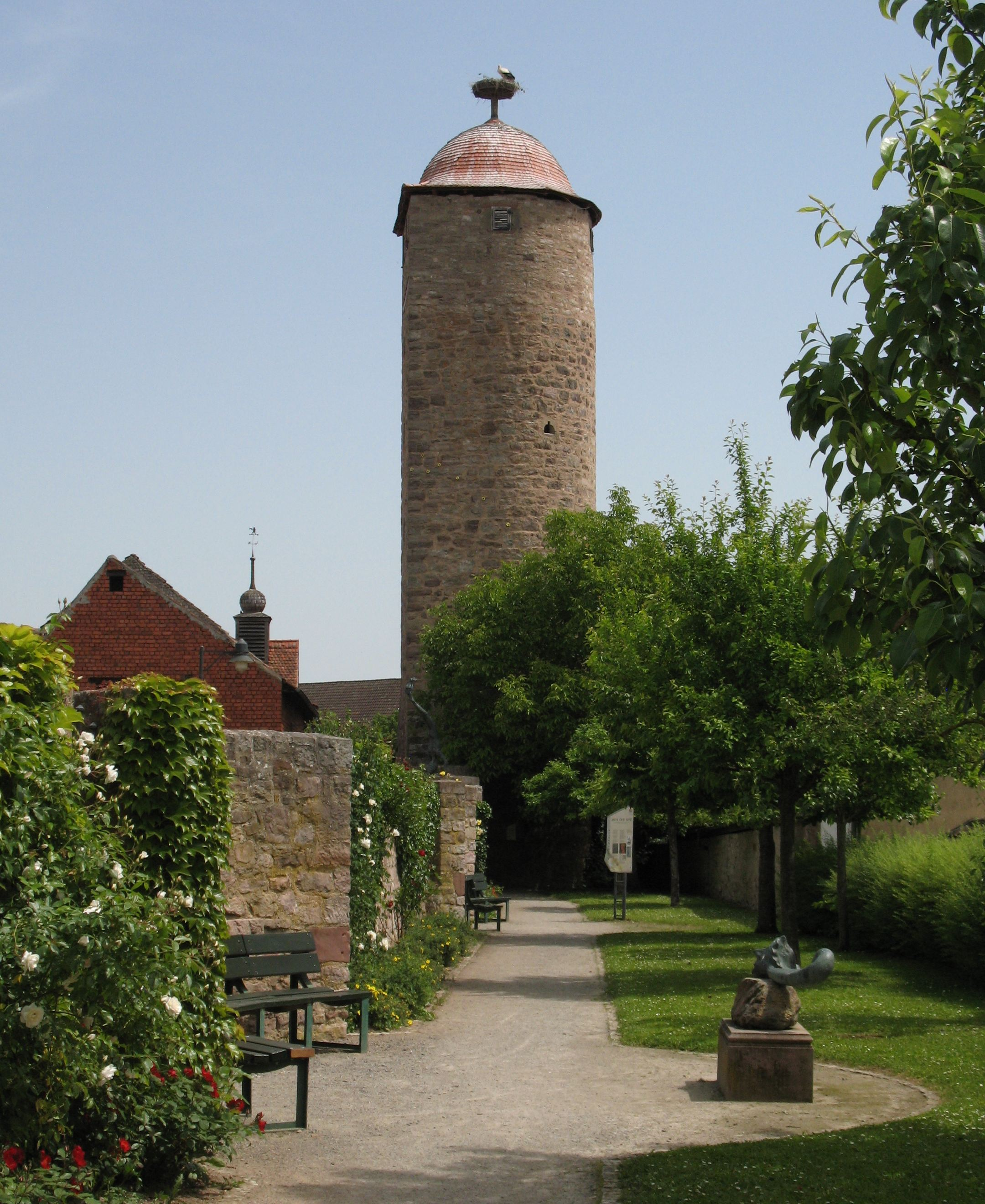
Muralha da cidade
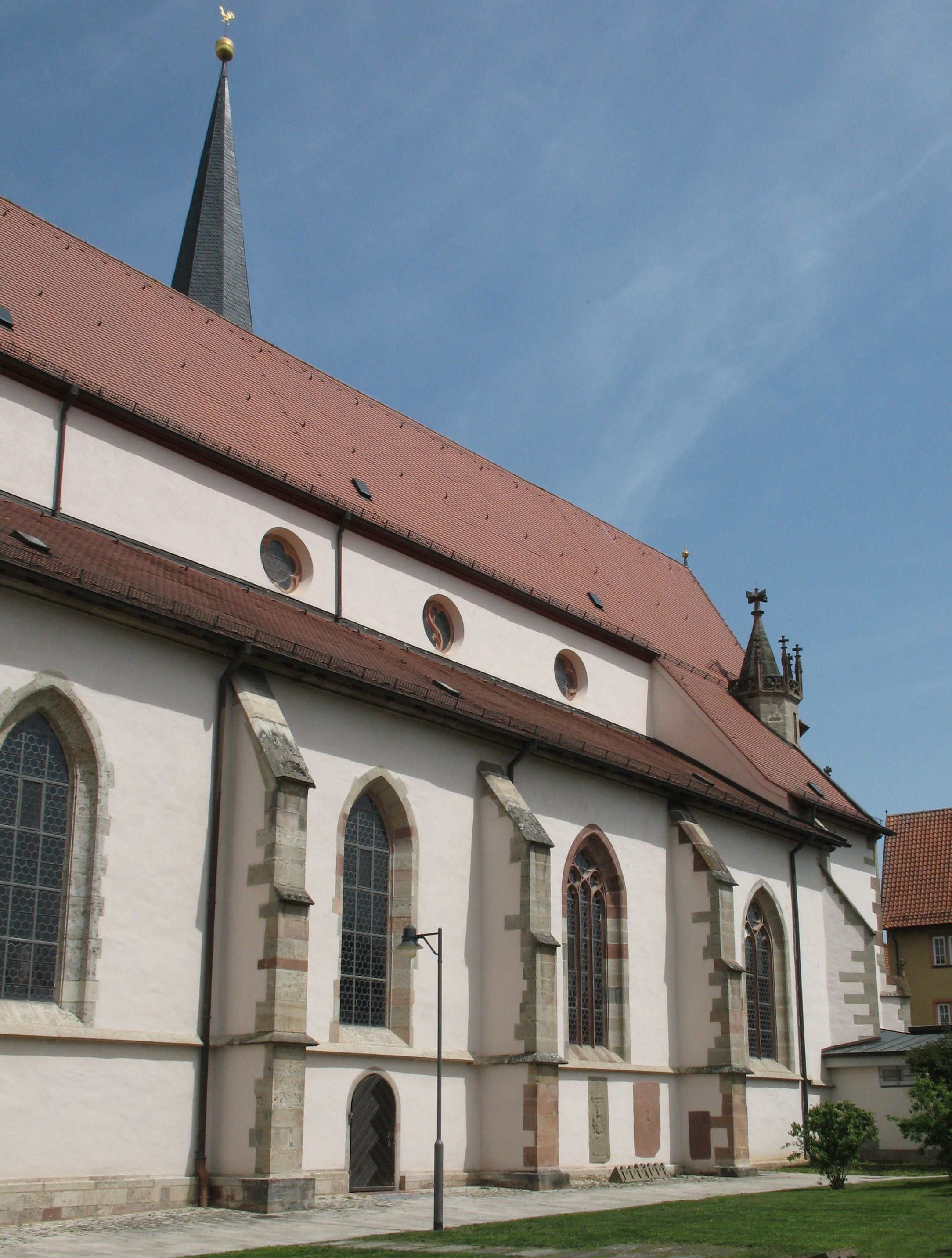
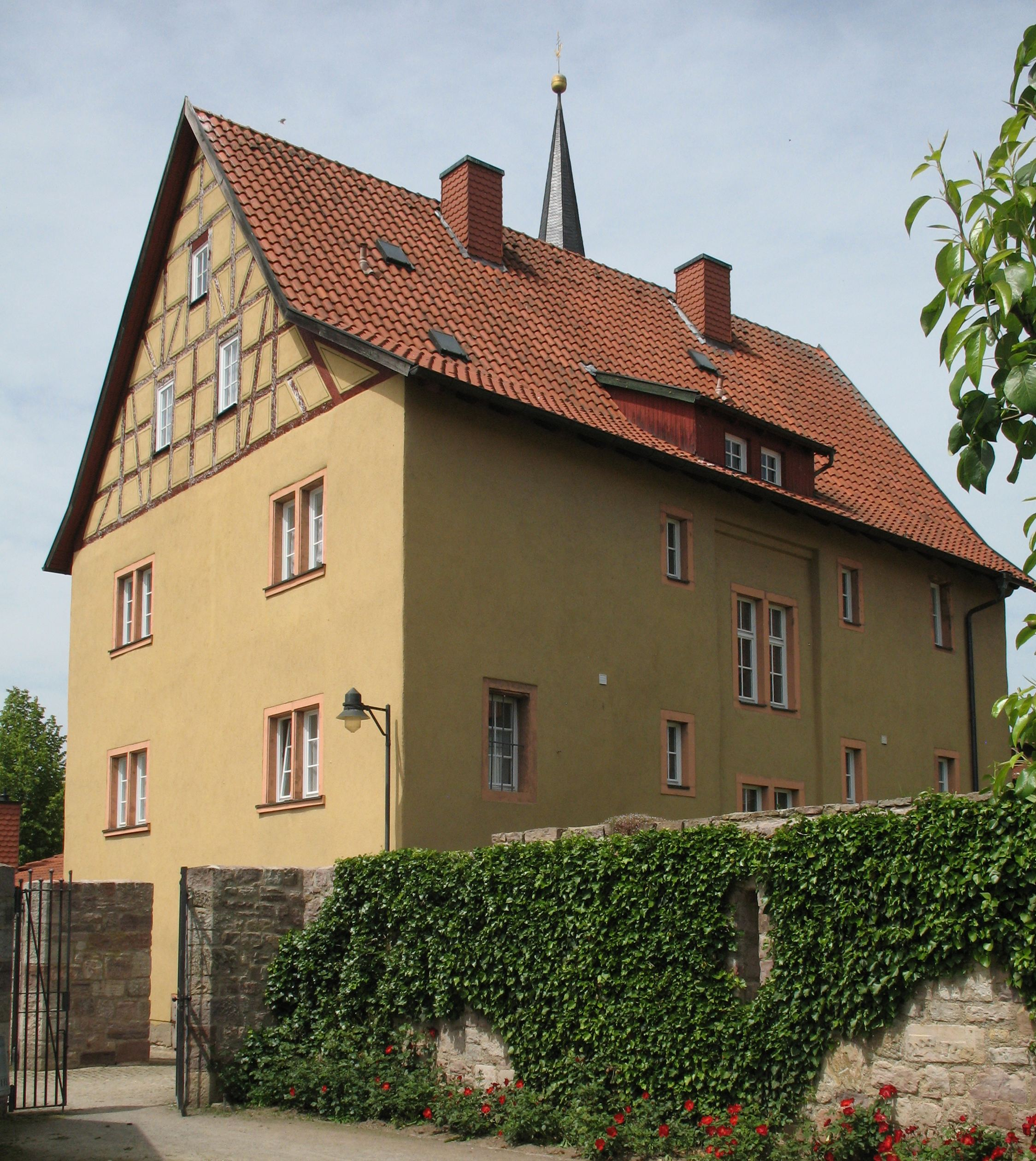
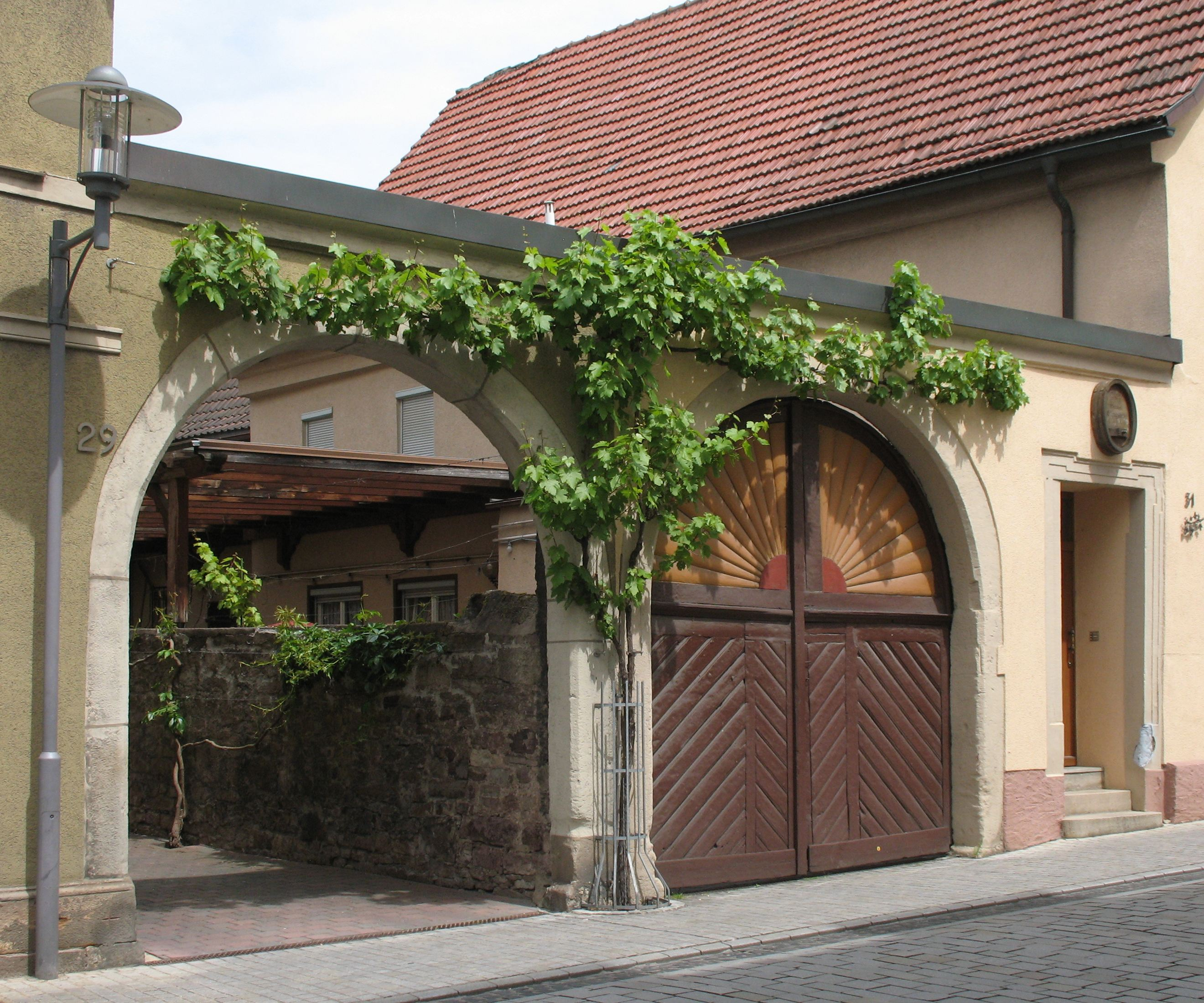
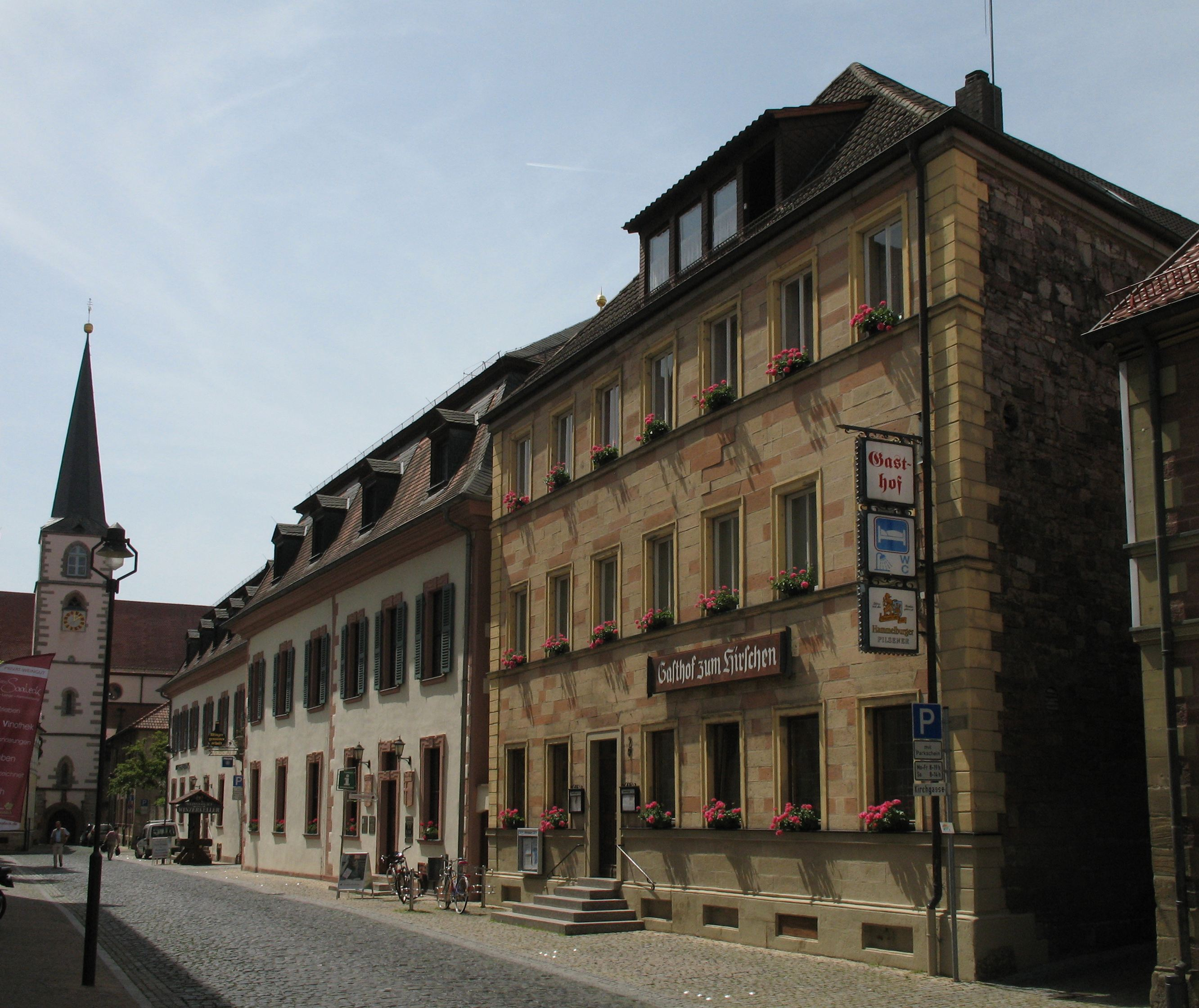
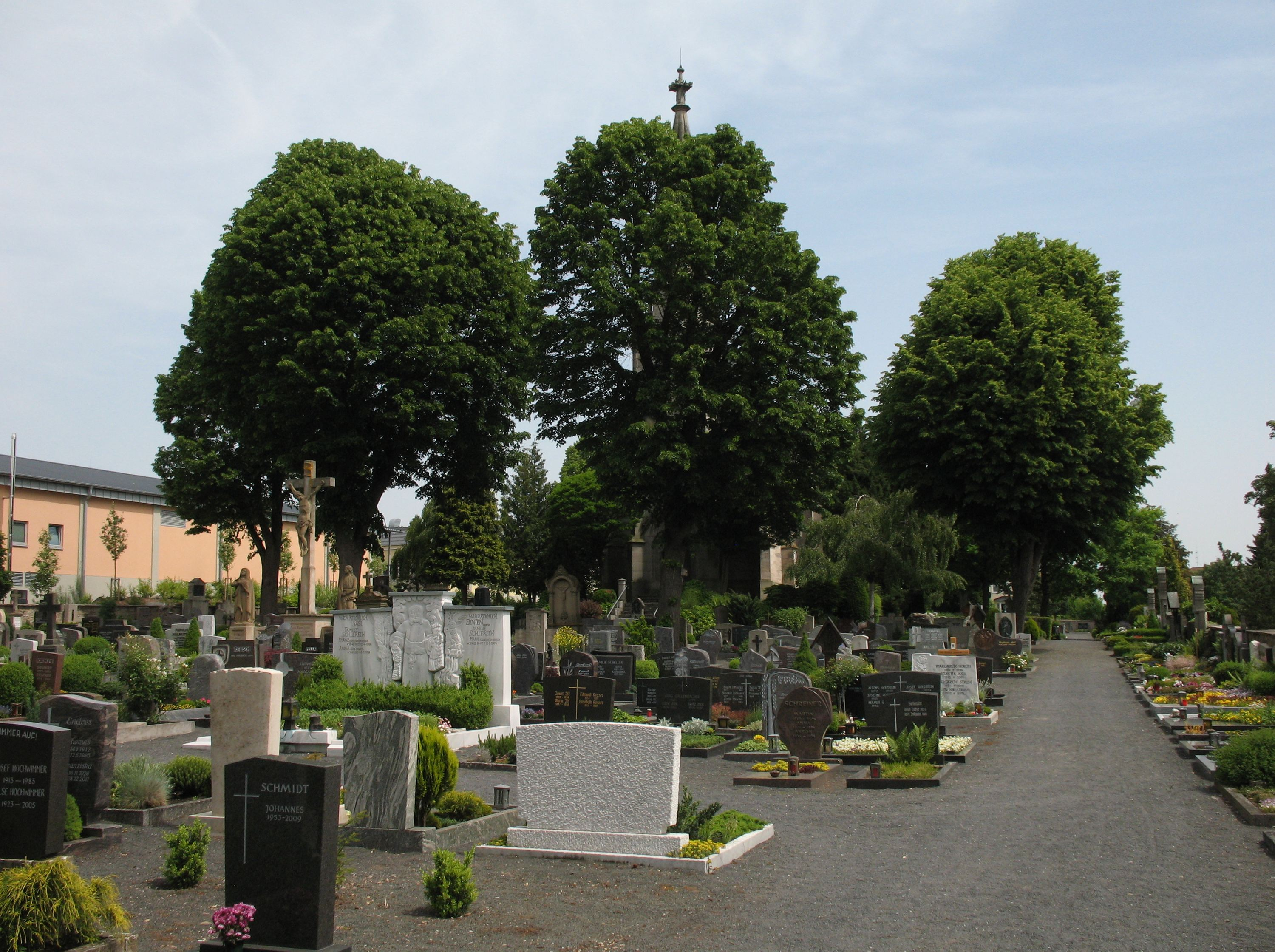
Cemitério